# Heinrich Robert Schröder
Heinrich Robert Schröder (* 23. Juli 1882 in Großhartmannsdorf; † nach 1927) war ein deutscher Politiker (SPD) und Abgeordneter des Provinziallandtages der preußischen Provinz Hessen-Nassau.

## Leben
Heinrich Robert Schröder war der Sohn des Stellmachers Carl Heinrich Schröder und dessen Ehefrau Pauline Wilhelmine Frohs und stammte aus dem sächsischen Erzgebirge. Er hatte nach seiner Schulausbildung den Beruf des Glasers erlernt und übte diesen später in Rommershausen (Stadtteil von Schwalmstadt) aus. Er war politisch engagiert, wurde Mitglied der SPD und erhielt als deren Vertreter im Jahre 1921 ein Mandat für den Kurhessischen Kommunallandtag des Regierungsbezirks Kassel, aus dessen Mitte er zum Abgeordneten des Provinziallandtages der Provinz Hessen-Nassau bestimmt wurde. 1927 legte er sein Mandat nieder. Georg Völker wurde sein Nachfolger.